# Hamburg-Wilstorf
Wilstorf ist ein südlicher Hamburger Stadtteil im Bezirk Harburg.

## Geografie

### Nachbargemeinden
Wilstorf grenzt im Norden an den Stadtteil Harburg, im Osten an Gut Moor, im Südosten an Rönneburg, im Süden an Langenbek, im Südwesten an Marmstorf und im Westen an Eißendorf.

### Stadtgliederung
In Wilstorf befindet sich der südlichste Teil des Phoenix-Viertels.
Zu Wilstorf gehört ebenfalls eine weiter südlich gelegene Region mit eher bürgerlichen Häusern, die schon Anfang des 20. Jahrhunderts entstanden sind. Der Stadtteil ist durch den Harburger Stadtpark geprägt.

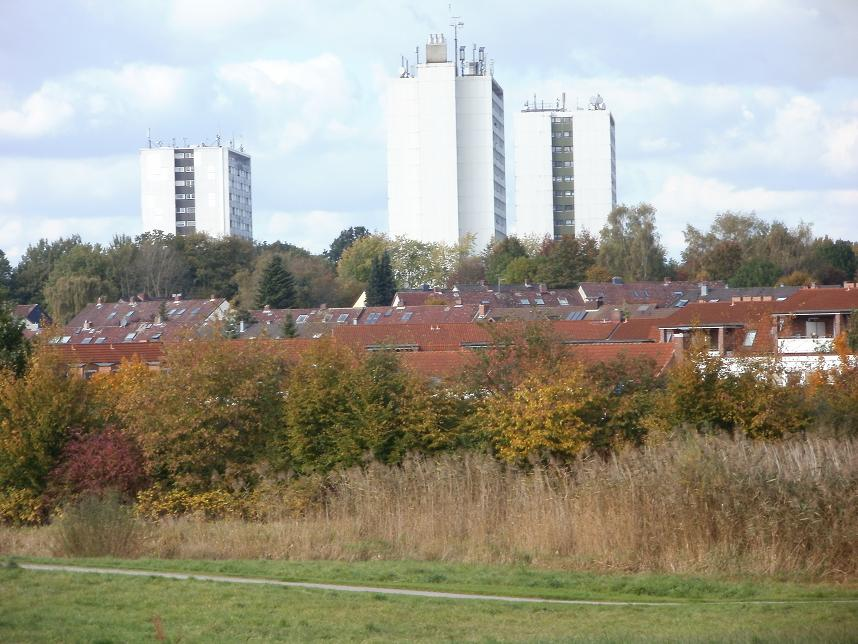
Hochhäuser in Wilstorf

## Geschichte
Der Name Wilstorf geht zurück auf einen Dorfgründer namens Wiltehard, dabei bezeichnet die Nachsilbe -torf einen „Volkshaufen“, der sich angesiedelt hat. Der Ort wurde 1202 das erste Mal urkundlich erwähnt, als der Erzbischof von Bremen dem Dekan der Hamburger Kirche das Patronat über die Kirche von Wilstorf übertrug. 1888 wurde das Dorf nach Harburg eingemeindet und kam 1937 mit dem Groß-Hamburg-Gesetz zum Hamburger Gebiet.

## Statistik
(Quelle: )
- Anteil der unter 18-Jährigen: 18,4 % [Hamburger Durchschnitt: 16,8 % (2023)]
- Anteil der über 64-Jährigen: 17,8 % [Hamburger Durchschnitt: 17,8 % (2023)]
- Ausländeranteil: 30,9 % [Hamburger Durchschnitt: 20,7 % (2023)]
- Arbeitslosenquote: 7,6 % [Hamburger Durchschnitt: 6,2 % (2023)]

Das durchschnittliche Einkommen je Steuerpflichtigen beträgt in Wilstorf 30.379 Euro jährlich (2020), der Hamburger Gesamtdurchschnitt liegt bei 48.035 Euro.

## Politik
Die Bürgerschaftswahlen 2025, 2020, 2015, 2011, 2008, 2004, 2001, 1997 und 1993 brachten im Stadtteil folgendes Ergebnis:
| Bürgerschaftswahl | SPD    | CDU    | AfD    | Grüne 1) | Linke 2) | FDP    | Übrige    |
| ----------------- | ------ | ------ | ------ | -------- | -------- | ------ | --------- |
| 2025              | 37,7 % | 17,3 % | 13,1 % | 10,8 %   | 10,6 %   | 01,2 % | 09,3 %    |
| 2020              | 45,5 % | 10,9 % | 09,4 % | 16,5 %   | 08,7 %   | 02,9 % | 06,5 %    |
| 2015              | 51,7 % | 13,3 % | 10,3 % | 07,5 %   | 08,1 %   | 04,1 % | 05,0 %    |
| 2011              | 55,9 % | 18,3 % | –      | 06,9 %   | 07,4 %   | 04,2 % | 07,3 %    |
| 2008              | 39,5 % | 40,3 % | –      | 06,1 %   | 06,9 %   | 03,7 % | 03,6 %    |
| 2004              | 35,9 % | 45,6 % | –      | 06,5 %   | –        | 01,9 % | 10,1 % 3) |
| 2001              | 39,3 % | 21,4 % | –      | 04,3 %   | 00,3 %   | 02,9 % | 31,8 % 4) |
| 1997              | 42,6 % | 28,8 % | –      | 08,2 %   | 00,4 %   | 01,9 % | 18,1 % 5) |
| 1993              | 49,8 % | 22,4 % | –      | 08,2 %   | –        | 02,5 % | 17,1 % 6) |

Für die Bundestagswahl gehört Wilstorf zum Wahlkreis Hamburg-Bergedorf – Harburg. Bei den Bezirksversammlungswahlen bildet der Stadtteil den gleichnamigen Wahlkreis Wilstorf.

## Wirtschaft und Infrastruktur

### Bildung
In Wilstorf sind alle Schulformen vertreten. So gibt es neben einer Grundschule seit 2019 den Schulcampus Hanhoopsfeld mit der Lessing-Stadtteilschule und dem Alexander-von-Humboldt-Gymnasium.